# Женезьо, Брюно
Брюно́ Женезьо́ (фр. Bruno Génésio; род. 1 сентября 1966, 7-й округ Лиона) — французский футболист, игравший на позиции полузащитника, и футбольный тренер. Главный тренер французского клуба «Лилль».

## Игровая карьера
Женезьо является воспитанником «Лиона», за первую команду которого он дебютировал в 1985 году. В сезоне 1988/89 Женезьо стал крепким игроком основы, провёл 31 матч и помог команде выиграть Лигу 2. В трёх последующих сезонах «Лиона» в Лиге 1 Брюно был важным игроком команды, которая в сезоне 1990/91 заняла пятое место и впервые с 1975 года вышла в еврокубки. В Кубке УЕФА 1991/92 Женезьо провёл все свои четыре еврокубковых матча в карьере.
Потеряв место в основе «Лиона», в 1993 году Женезьо отправился в аренду в «Ниццу», с которой в сезоне 1993/94 стал чемпионом Лиги 2. Покинув «Лион» в 1995 году, Брюно перешёл в «Мартиг». В составе этого клуба он сыграл в 27 матчах в сезоне 1995/96, по итогам которого команда вылетела из Лиги 1, а Женезьо завершил карьеру.

## Тренерская карьера
Первым клубом в тренерской карьере Женезьо в 1999 году стал «Вильфранш», откуда он был уволен в 2001 году после вылета в Насьональ 3. В том же году он вошёл в тренерский штаб «Расинга» из Безансона, а в 2005 году стал главным тренером команды, но покинул её в марте 2006 года.
В 2007 году Женезьо попал в систему «Лиона», где поначалу работал скаутом и тренером резервной команды. В 2011 году он стал ассистентом Реми Гарда в основной команде, в 2014 году остался в штабе Юбера Фурнье, а в декабре 2015 года сменил его на посту главного тренера «Лиона». В сезоне 2015/16 Женезьо поднял «Лион» на второе место, а в следующих трёх сезонах занимал с командой третье (два раза) и четвёртое (один раз) места. 14 апреля 2019 года было объявлено, что Женезьо покинет клуб по окончании сезона.
31 июля 2019 года Женезьо возглавил китайский клуб «Бэйцзин Гоань». 6 декабря Брюно продлил контракт с клубом до конца сезона 2020 года, в котором «Бэйцзин Гоань» под его руководством дошёл до полуфинала чемпионата, где уступил клубу «Гуанчжоу Эвергранд». На сей раз стороны решили не продлевать контракт, и 6 января 2021 года на место Женезьо был назначен Славен Билич.
4 марта 2021 года Женезьо стал главным тренером «Ренна», сменив Жюльена Стефана и подписав контракт до 2023 года. Набрав 20 очков в оставшихся 11 матчах сезона 2020/21, Женезьо поднял «Ренн» с десятого места на шестое и вывел его в Лигу конференций. В сезоне 2021/22 его команда заняла четвёртое место и вышла в Лигу Европы, а сам Женезьо был признан лучшим тренером чемпионата.

## Достижения

### Командные
«Олимпик Лион»
- Победитель Лиги 2: 1988/89

«Ницца»
- Победитель Лиги 2: 1993/94

### Личные
- Тренер года во Франции по версии НСПФ: 2022